# Роберт Мрозевич
Роберт Євстахій Мрозевич (пол. Robert Mroziewicz; 20 вересня 1942, Варшава — 15 червня 2008, Варшава) — польський дипломат та історик. Постійний представник Польщі при Організації Об'єднаних Націй у Нью-Йорку (1991—1992). Професор Центру латиноамериканських досліджень Варшавського університету (CESLA).

## Життєпис
Народився 20 вересня 1942 року у Варшаві. У 1965 році закінчив Варшавський університет за спеціальністю «Історія». У 1965—1968 рр. був докторантом та асистентом Варшавського університету.
З 1968 р. працював у Польському інституті міжнародних справ, а з 1971 по 1989 рр. — в Інституті історії Польської академії наук. У 1977—1978 роках він був стипендіатом програми Фулбрайта в університетах Джорджтауна (Вашингтон, округ Колумбія) і Техаського університету в Остіні. У 1984 році отримав ступінь доктора наук в Інституті історії Польської академії наук. У 1980 році став членом профспілки «Солідарність». У 1985 році був ув'язнений за опозиційну діяльність.
У 1991—1992 роках був Постійний представник Польщі при Організації Об'єднаних Націй, а також очолював Економічну і соціальну раду (ЕКОСОР) цієї організації.
У 1992—1997 роках був заступником держсекретаря в Міністерстві закордонних справ Польщі. В уряді Єжи Бузека він був заступником міністра національної оборони (1997—1999), займався питаннями інтеграції Польщі до НАТО.
15 червня 2008 році помер у Варшаві, де й похований на Повонзькому цвинтарі.

## Автор публікацій
Автор численних наукових публікацій, в т.ч «Мексиканська революція 1910—1917: нарис політичної історії», «Армії в Латинській Америці: історія і сьогодні» (разом з Вальдемаром Роммелем) «Дипломатія США щодо Центральної Америки — 1822—1850» (Варшава, 1997).

## Нагороди та відзнаки
У 1995 році нагороджений Командорським хрестом ордена «Відродження Польщі».